# خولیو اچنیکه
خولیو اچنیکه (اسپانیایی: Julio Echenique‎؛ زادهٔ ۲۷ مهٔ ۱۹۵۹) وزنه‌بردار اهل کوبا بود.